# Никколо III Цорци

Негропонт и Бодоница на карте Южной Греции

Никколо III Цорци (итал. Niccolò Zorzi; ум. 1436) — триарх Эвбеи с 1406, маркиз Бодоницы с 1416.

## Биография
Родился ок. 1380 года. Младший сын маркиза Бодоницы Франческо Цорци (ум. 1388) и его жены Ефросины Соммарипа.
В 1406 г. назначен венецианцами триархом северной части Эвбеи, также управлял островами Тинар и Миколар.
В 1416 году по договору с Венецией турки-османы вернули семье Цорци маркизат Бодоница, захваченный ими в 1410 году. Никколо II, сын убитого турками маркиза, уступил титул своему одноименному дяде, который таким образом стал Никколо III.
По мнению В. Миллера (The Marquisate of Boudonitza (1204—1414). W. Miller. The Journal of Hellenic Studies, Vol. 28 (1908), pp. 234—249), турки так и не выполнили условия договора от 1416 года, и титул маркиза Бодоницы оставался титулярным.
Никколо III Цорци выполнял для Венеции различные дипломатические поручения, ездил с посольством к королю Венгрии Жигмонту и турецкому султану Мураду II. Последняя такая миссия оказалась для него смертельной: в 1436 году во время пребывания в Турции он умер, вероятно — от отравления.

## Брак и дети
Никколо III Цорци с 1402 года был женат на Бенвенуте Протимо, приёмной дочери афинского герцога Антонио Аччаюоли. Дети:
- Джакомо II (ум. 1447), триарх Эвбеи, титулярный маркиз Бодоницы.
- Кьяра Цорци (убита в 1455) — герцогиня Афин сначала по правам мужа, с 1451 как суверенная правительница
- Мария Цорци (ум. после 1446), жена афинского герцога Антонио II Аччаюоли.